# スポーツ経営学
スポーツ経営学（スポーツけいえいがく）は「スポーツ経済の運営」「スポーツ組織の運営」「スポーツの運営」「スポーツのマネジメント」をはじめとした、スポーツの価値の運営を扱う学問である。体育経営学の他、体育運営学、スポーツマネジメント学とも呼ばれる。

## 概要
スポーツ経営学はスポーツに経営学を援用したものであり、体育経営学はスポーツ・体育固有の条件整備に関わる理論を扱う。いずれにせよ、人々が運動・スポーツに関わる（実際に行う、観る等）という行為を、単発的なものに終わらせないためには、種々の条件整備が欠かせない。そこで、何をどのように整えていけばよいのか等についての理論的な枠組みを示していくのが体育・スポーツ経営学である。
スポーツ経営学研究は「どんな組織がどんな顧客にどんな製品を」といった相互の関係を推理し、確かな調査データをもって証明することが基本である。

## 実践領域・方法
体育・スポーツ経営の実践領域として、学校における体育経営・公共スポーツ施設の体育スポーツ経営・地域における体育・スポーツ経営・職場（企業）における体育スポーツ経営・商業スポーツ施設の経営・スポーツイベントの経営・体育スポーツ行政などが挙げられる。
また、方法論としては、スポーツ事業（サービス）論・運動生活論・経営過程論・リーダーシップ論・スポーツマーケティング論・経営組織論・組織風土論・経営戦略論・動機づけ論・スポーツと法律といった方法がある。